# Feiglinge
Feiglinge ist der 1948/49 geschriebene, aber erst 1958 unter dem Titel Zbabělci (deutsch: „Feiglinge“) in Prag erschienene erste Roman von Josef Škvorecký. Er spielt bei Kriegsende vom 4. bis 11. Mai 1945 in der tschechischen Kleinstadt Kostelec, die nach sechs Jahren Protektoratszeit von der Fremdherrschaft befreit wird und deren Bewohner die Rote Armee als Sieger über die Deutschen willkommen heißen. Sein Erscheinen 1958 führte zu einer heftigen öffentlichen Debatte, in deren Verlauf auch der Staatspräsident Antonín Novotný bei einem Parteikongress seine Verurteilung aussprach.

## Inhalt
Die Handlung spielt in Kostelec, der gleichen in Ostböhmen gelegenen Kleinstadt Náchod wie im Roman Eine prima Saison, in der der 21-jährige Ich-Erzähler Daniel Smiřický, Alter Ego des Autors, lebt. Es geht um das Kriegsende zwischen dem 4. und 11. Mai 1945, das gleichzeitig für den Erzähler den Abschied von seiner Heimatstadt Náchod bedeutet. Jeder Tag stellt ein abgeschlossenes Kapitel dar, an dessen Ende der Erzähler im Bett die Ereignisse durchgeht und die zum Einschlafen geeignetsten mit seinen Wunschvorstellungen verwebt. Am Ende des Romans, dem 11. Mai, steht ein Auftritt des Erzählers mit der Jazz-Band, der auch in Eine prima Saison ein Denkmal gesetzt ist.
Daniel, genannt „Danny“, hat nach dem Abitur in Kostelec 1½ Jahre bei der Messerschmitt AG arbeiten müssen und geht im Unterschied zu anderen nicht mehr in die Fabrik. Bei Beginn der Handlung übt er im „Port Arthur“ als Tenorsaxophonist mit gleichaltrigen Freunden in einer Jazz-Band für anstehende Auftritte im bald geöffneten Freibad. In den Pausen sprechen sie darüber, ob es in Kostelec zur Vertreibung der restlichen Deutschen einen Aufstand geben werde. Bei den Jazzern, zumal beim Trompeter Benno, der aus dem Konzentrationslager zurückgekehrt ist und die jüdische Hälfte seiner Familie verloren hat, überwiegt Skepsis gegenüber dem eigenen „Mumm“ und dem der Mitbürger (S. 7 f.). Wichtiger scheint für die jungen Männer die bevorstehende Badesaison.
Die am Samstag, dem 5. Mai, eintretenden Ereignisse drängen die Musik in den Hintergrund. Am Morgen sind bereits alle Häuser patriotisch beflaggt, und die Menschen laufen in der Stadt zusammen. Freunde von Danny überstreichen deutschsprachige Schilder. Vom Rathausturm wird unter dem Jubel der Menge eine Hitlerbüste herabgeworfen. Vereinzelt wird zu Entwaffnungsaktionen aufgefordert. Denn es gibt in der Stadt noch eine Einheit der Wlassow-Armee, Wehrmachtssoldaten und Hitlerjungen. Sie möchten nach einer Abmachung mit den Verantwortlichen der Stadt unbeeinträchtigt abziehen. Die Deutschen wehren sich. Es wird geschossen. Die Bürger holen alle Fahnen wieder ein. Danny gerät mit einem deutschen Offizier aneinander und wird verhaftet, aber durch das Einschreiten des tschechischen Polizeibevollmächtigten wieder auf freien Fuß gesetzt.
Am folgenden Sonntag uniformieren sich Kostelecer Honoratioren, um für eine Übergangsordnung zu sorgen. Sie öffnen ein Büro in der Brauerei und rufen die Mitbürger auf, sich zur Aufstellung in der „ČS-Armee“ zu melden, damit in der Stadt für Ruhe gesorgt werde.
Am 8. Mai, dem Tag der bedingungslosen Kapitulation, ist Kostelec mit entlassenen Kriegsgefangenen und KZ-Häftlingen aus vielen Ländern Europas überfüllt. Danny kümmert sich in Eigeninitiative um 20 Engländer, die seit der Schlacht von Dünkirchen 1940 deutsche Gefangene waren, und bringt sie bis zu ihrer Abreise bei ihm bekannten Familien unter. Das schreibt er seiner Anglophilie zu (S. 246), die ihn auch Judy Garland, Clark Gable und den Jazz verehren lässt.
Die Situation in der Kleinstadt wird am nächsten Tag unüberschaubar. Ein Tiefflieger greift die Stadt an, vor der Roten Armee zurückweichende SS-Einheiten tauchen auf. Danny wird mit anderen militärisch provisorisch Ausgebildeten zur Bekämpfung von anrückenden SS-Panzern vor die Stadt geschickt, macht sich aber selbstständig und trifft auf einen wegen Aufruhrs von den Verantwortlichen der Stadt eingesperrten Bekannten Přema, der sich befreit hat und mit Danny  Partisanenaktionen unternimmt. Přema wirft Handgranaten, Danny erschießt einen SS-Soldaten. Außerhalb der Stadt schießen sie mit einem schweren Maschinengewehr, das sie auf einem Motorrad auf eine Anhöhe transportieren, einen Panzer ab, bevor russische Soldaten auftauchen, von denen sie begrüßt werden.
Am 10. Mai beobachtet Danny mit einem Freund, wie über gefangen genommene SS-Soldaten standrechtlich verhandelt wird. Es sind durch Kollaboration mit den Deutschen belastete Männer, die sie quälen, bevor sie sie hinrichten (S. 427–430). Bei Irena, die er besucht und die er seit langem aussichtslos bewundert und begehrt und die ständig in seinen Gedanken, besonders vor dem Einschlafen, auftaucht, kommt er auf andere Gedanken.
Als am nächsten Tag die Rote Armee offiziell am Rathaus in einer Feier begrüßt wird, und zwar vom neuen Bürgermeister, der die Gemeinde auch während der Besatzungszeit vertreten hat und zuvor schon Bürgermeister war, außerdem am Nachmittag, als die Jazz-Band ihren Auftritt hat, Irena mit ihrem Freund zum Tanzen kommt, weiß Danny, dass er zum letzten Mal mit seinen Freunden in Kostelec zum Tanzen aufspielt, bevor er zum Studium nach Prag gehen wird.

## Themen

### Feigheit und Mut
Hrob, ein rothaariger junger Mann aus bescheidenen Verhältnissen, der sich wie Danny zur Armee meldet und beim Versuch, einen SS-Panzer abzuschießen, von einem SS-Mann erschossen wird, ist für Danny der Einzige, der bei der Auseinandersetzung mit den abrückenden Deutschen seinen Respekt verdient und für den er in seinem Saxophonsolo am Schluss spielt. Er kennt ihn aus seiner Grundschulzeit, hatte nie mit ihm länger zu tun, schätzt ihn aber wegen seiner uneigennützigen Ehrlichkeit. In Dannys Augen hat er es nicht verdient, nach seinem Tod von den Kostelecer Patrioten für ihr öffentliches Gedenken missbraucht zu werden (S. 465). Ihr Patriotismus ist Danny zuwider, weil er hinter ihm als Maskerade vielfältige, unlautere Eigennutzmotive verborgen sieht, die die Honoratioren auch in der Protektoratszeit sich anpassen ließen (S. 44). Auch Přema und sich kann er nicht als mutige Helden ansehen. Denn ihr Partisanentum war nichts als jugendliche Draufgängerei, für die sie keine öffentliche Belobigung erhalten wollen. Als sie nämlich der russische Offizier an ihrem schweren Maschinengewehr nach ihren Namen fragt, damit sie in der Feierstunde erwähnt werden, geben sie falsche mit Fantasieadressen an. Danny sieht sich am ehesten in der Einschätzung seiner Lebensmöglichkeiten wie alle anderen Kleinstädter als „lebenden Leichnam“ (S. 480).

### Erinnerung und öffentliches Gedenken
Dannys Erinnerung ist durch kein öffentliches Gedenken zu kanalisieren, höchstens negativ zu beeinflussen (S. 82, 95, 308 f.). S owenig er sich durch kirchliche Rituale gefangen nehmen lässt, so wenig ist er für patriotische Begeisterungsrufe anfällig: „Ich war außerstande Es lebe die Tschechoslowakei! oder so etwas Ähnliches zu rufen. Dazu war ich nicht fähig“ (S. 281). Die zur Schau gestellte Befreiungsglückseligkeit verachtet er (S. 52). Zur peinlichen Veranstaltung wird für ihn die Rede des Bürgermeisters zu Ehren der russischen Befreier. Danny erinnert sich an seine Reden im Protektorat. Für die Honoratioren ist er „immer ein verlässlicher Mann an wichtiger Stelle gewesen. Sein ganzes Leben lang. Auf ihn konnten sie sich verlassen.“ Und so ruft er unter dem Beifall der Menge: „Es lebe Präsident Edvard Beneš und Marschall Stalin!“ (S. 477 f.).
Für Danny zählen nur seine eigenen Erfahrungen als Stoff für sein ganz persönlich gestaltetes Gedenken, wenn es für ihn um eine Kulisse für ein angenehmes Einschlafen oder seine Sinnsuche geht. Im letzten Kapitel lässt er alle seine Erinnerungen, über deren Bedeutung er zuvor (S. 414) nachgedacht hat, im Saxophonspiel aufgehen, so dass er sein Instrument schluchzen oder singen lässt, ob er nun an die hingerichteten SS-Soldaten, an Hrob und die für ihn verlorene Irena denkt oder sich vor ihm die Vorstellung einer schönen, wenn auch letzten Endes sinnlosen Zukunft auftut.

### Fortgehen
In Kostelec kann sich Danny nicht nur als einen „lebenden Leichnam“, sondern auch als einen „Verlorenen“ sehen (S. 358). Dazu trägt seine unerfüllte Liebe bei, die auch sein Jazzspiel beflügelt. Leitmotivisch beschwört er seine Sehnsucht nach sinnlicher Erfüllung und Geborgenheit bei einer Geliebten. Seit dem 5. Mai und von da an täglich vergegenwärtigt er sich Prag, wo er seine Sehnsucht sich erfüllen sieht (S. 96, 231, 237, 315, 320, 425, 437). Im letzten Satz des Romans umkreist er in seinem Saxophonspiel Prag und das dort auf ihn wartende unbekannte Mädchen.

## Rezeption
Der Roman erschien 1958 in einer kurzen Liberalisierungsphase der durch den Stalinismus geprägten politischen Situation in der Tschechoslowakei. Er wurde sogleich zum Streitobjekt in den Auseinandersetzungen um die Vorherrschaft zwischen Liberalen und Stalinisten im Parteipräsidium. Der Staatspräsident und das Zentralkomitee der Kommunistischen Partei warfen ihm „Verleumdung des antifaschistischen Widerstandes und Verunglimpfung der Roten Armee“ vor. Landesweit erschienen negative Kritiken, der Verlagsleiter verlor seinen Posten, und Škvorecký wurde entlassen. Aus den Buchhandlungen wurden die noch nicht verkauften Exemplare abgezogen und vernichtet. Škvorecký schildert die Folgen: „[…] meine Schwiegermutter […] bot mir an, meine Wertsachen und Sparbücher zu verstecken. Meine Frau transportierte meine Manuskripte zu meinem Vater nach Náchod, der sie bei einem Freund in einem 20 Kilometer entfernten Bergdorf versteckte. Es sah ganz so aus, als würde ich eine verspätete Gelegenheit bekommen, Beschäftigung im Uran-Bergbau zu finden. Doch Stalin war seit sechs Jahren tot, und so versäumte ich die Gelegenheit und gelangte stattdessen über Nacht zu literarischer Berühmtheit.“ Trotz der scharfen Kritik erschien der Roman in weiteren Auflagen 1964, 1966 und 1968 in Prag sowie 1972 bei Sixty-Eight Publishers in Toronto. Seit 1998 gibt es eine in Prag erschienene kritische Ausgabe.
Die deutsche Kritik reagierte erst seit den 1990er Jahren ausführlicher auf Škvorecký. Feiglinge war 1969 erstmals auf Deutsch im Luchterhand Literaturverlag erschienen. 1986 gab Hans Magnus Enzensberger das Buch als Band 16 in der Anderen Bibliothek heraus, ehe es zuletzt bei Deuticke 2000 erschien. Sigrid Löffler versuchte 1999 in der Rezension zweier anderer Romane Škvorecký zum literarischen Durchbruch zu verhelfen, indem sie ihn als großen mitteleuropäischen Autor vorstellte.
Hermann Wallmann schrieb 2001 in Die Zeit in seiner Rezension über „Feiglinge“ vom „schluchzenden Saxophon“ als „Jazz des 20. Jahrhunderts“. Was der Roman für ihn bedeutet, umschreibt er folgendermaßen: „Die Neuauflage der Feiglinge ist also bedeutsam nicht nur unter dem Aspekt der europäischen Literaturgeschichte, sie verdient Aufmerksamkeit auch im Vergleich mit der aktuellen literarischen Situation der Bundesrepublik. Als Škvorecký seinen ersten Roman schrieb, war er noch jünger als viele der heutigen juvenilen Debütanten, und sein ‚Jazz‘ war bei weitem nicht so billig und recht wie heute die Love Parade. Noch in der Übersetzung wird ‚hörbar‘, dass Škvorecký ein Instrument spielt, wenn er die acht Tage von Freitag, dem 4. Mai, bis Freitag, dem 11. Mai 1945, nicht beschreibt, sondern vergegenwärtigt, mal ausholend episch, mal pointillistisch atemlos, mal rasender Reporter, mal berauschter Romeo.“
Ganz ähnlich reagierte Christian Schuldt in der Wochenzeitung: „Aus der Perspektive des Pubertierenden, die in der unveränderten Erstübersetzung von 1968 über einen bemerkenswert authentischen Ton verfügt, entfaltet Škvorecký damit quasi en passant ein historisches Panorama. Oft komisch, manchmal todtraurig, immer aber stimmig, spannend und atmosphärisch dicht, bringt er Kriegs- und Schelmenroman auf einen Nenner. Es geht nicht nur um die letzten Tage des Krieges, sondern auch um die ‚Jugendzeit, die zu Ende war‘.“
Andreas Breitenstein schrieb für die Neue Zürcher Zeitung am 10. Juni 2000 unter der Überschrift „Helden wie wir“: „So erscheint der Rigorismus des Politischen laufend gebrochen durch den Subjektivismus des Privaten. Dabei ist Danny einer, der das Staunen noch nicht verlernt hat. Er ist hochherzig und unbeschwert, draufgängerisch und romantisch, doch treibt ihn das Realitätsprinzip immer wieder der Schwermut in die Arme. […] Seine Wahrnehmung ist vorurteilsfrei, doch keineswegs naiv. Seine Aufmerksamkeit und seine Einfühlungskraft gelten unterschiedslos allen Dingen. So lässt ihn Škvorecký in den Erzählpassagen nicht zufällig die Sprache der einfachen Leute reden (in den Dialogen findet sich gar Slang), denn die Umgangssprache entzieht sich den ideologischen Rastern und verweigert sich der systematischen Beschönigung der Welt. Wie denn der durchgehend lockere Plauderton dafür bürgt, dass hier kein Blatt vor den Mund genommen wird.“